# '74 Jailbreak
'74 Jailbreak är en EP-skiva av den australiska rockgruppen AC/DC, utgiven den 15 oktober 1984.
Alla låtarna var tidigare outgivna utanför Australien. De hade funnits med på de australiska utgåvorna av High Voltage och Dirty Deeds Done Dirt Cheap.
Först tyckte bandet att skivan skulle heta Ten Years of AC/DC, men de ändrade sig.

## Låtlista
1. "Baby Please Don't Go" - 4:40
2. "Jailbreak" - 3:30
3. "Show Business" - 4:43
4. "Soul Stripper" - 6:23
5. "You Ain't Got a Hold on Me" - 4:50

## Medverkande
- Bon Scott - Sång
- Angus Young - Sologitarr på spår 1,4,5, Kompgitarr
- Malcolm Young - Kompgitarr, Bakgrundssång, Sologitarr på spår 2,3,4
- Mark Evans - Elbas, Bakgrundssång
- Phil Rudd - Trummor på Jailbreak
- George Young - Elbas
- Peter Clark - Trummor
- Tony Currenti - Trummor